# Armées privées dans la république des Deux Nations
Les armées privées (aussi appelées troupes de magnats, troupes privées, troupes de cour, milices ; en polonais, Wojska prywatne, wojska magnackie, armie prywatne, armie magnackie, oddziały nadworne, milicje) sont aux ordres des grands magnats de la république des Deux Nations, du XVIe au XVIIIe siècle.

## Constitution
Elles se composent principalement de troupes mercenaires, tant nationales qu'étrangères. Bien armées, entraînées et les mieux payées parmi les soldats, elles ne sont soumises à l'autorité de l'hetman qu'avec le consentement de leur propriétaire (le magnat) qui les dirige habituellement. Il arrive que le nombre de soldats enrôlés dans les armées privées de magnats soit supérieur au nombre total de troupes de la république des Deux-Nations,.
Les armées privées constituent presque la seule possibilité d'avancement social et d'acquisition de richesses pour la noblesse la plus pauvre — l'administration rudimentaire et la petite armée de la république des Deux Nations ne peut pas leur fournir, comme c'est le cas dans d'autres pays d'Europe occidentale, de perspectives similaires, dans un contexte où la noblesse en Pologne-Lituanie est beaucoup plus nombreuse que dans les pays d'Europe occidentale. 
En théorie, n'importe qui peut lever ses propres troupes. Cependant, le roi garde un droit de regard sur cette entreprise. Ainsi, lorsque le conflit menace entre la famille Radziwiłł et famille Chodkiewicz (en) (les deux familles les plus puissantes de Lituanie), le roi Sigismond III Vasa ordonne la dissolution de leurs troupes privées respectives par peur d'une guerre civile.
Un type spécifique d'armée privée est l'armée d'entail.

## Composition
Outre les mercenaires, les armées privées réunissent toutes sortes de personnes : des cosaques, des locataires, ainsi que toutes sortes d'aventuriers. S'y ajoutent en outre les troupes issues de la mobilisation populaire menées sur les terres du magnat. Leur nombre dépend de la richesse d'un noble donné.

## Rôle
Toutes ces composantes des forces armées privées sont utilisées pour protéger le domaine du magnat contre les Tatars ou tout autre voisin agressif, ou bien, pour mener la politique intérieure (se présenter au Sejm avec sa propre armée est un phénomène normal) et la politique extérieure (expéditions en Moldavie, dimitriades (pl)), ainsi que comme complément aux troupes de l'État lors de conflits avec les pays voisins ou lors de la répression des rébellions cosaques. 
Les latifundistes ukrainiens disposent du plus grand nombre de troupes privées. Par exemple, Jeremi Wiśniowiecki dispose d'une armée permanente de 1 500 soldats, qu'il peut rapidement doubler (expédition contre les Tatars en 1644) et même augmenter jusqu'à 6 000 (lors de l'insurrection de Khmelnytsky en 1648). Au même moment, en Lituanie, Janusz Radziwiłł dispose également de 6 000 hommes armés.